# 다마스쿠스의 아폴로도로스
다마스쿠스의 아폴로도로스(Ἀπολλόδωρος)는 로마 제국의 시리아 속주 다마스쿠스 출신의 나바테아인 건축가로, 서기 2세기에 왕성한 활동을 하였다. 공학자인 그는 몇 차례 공학 논문들을 지필했고, 그의 대규모 건축 결과물들은 그가 살아있던 때 대단한 명성을 얻어 주었다. 그는 고대 시대부터 이름이 남아 있는 몇 안되는 건축가 중 한 명으로, 돔 양식을 표준으로 삼는등, 로마 제국의 건축 양식에 몇몇 동방의 새로운 기법들을 도입했다고 여겨진다.

## 어린 시절
아폴로도로스는 시리아의 다마스쿠스가 나바테아 왕국의 지배를 받았을 때나 이들의 영향력이 있었을 때였던 대략 서기 50년에 태어났다. 아폴로도로스는 스스로를 나바테아인 혈통이라 했다고 전해지며, 다마스쿠스는 그가 성인이었을 때 로마 제국의 일부가 되었다. 그의 어린 시절에 대해선 거의 알려진 것이 없으며, 트라야누스 황제를 만나 서기 105년의 제2차 다키아 전쟁에 황제와 동행하기 앞서 그는 군사공학자로 경력을 시작했다.

## 활동
아폴로도로스는 트라야누스의 총애를 받았던 건축가이자 공학자였다. 그는 로마시에 있는 트라야누스 포룸, 시장, 신전, 원주, 도미티아누스 경기장 등의 건축 작업을 설계하고 감독하였다. 수도 밖에선, 그는 다뉴브강 및 스페인의 타구스강을 건너는 다리를 지었고 베네벤토와 안코나에 트라야누스를 위한 개선문을 설계했다. 또한 그는 트라야누스일 것으로 보이는, 이름 불명의 황제에게 헌정한 공성 장비 (Πολιορκητικά)라는 논문의 저자이기도 하다

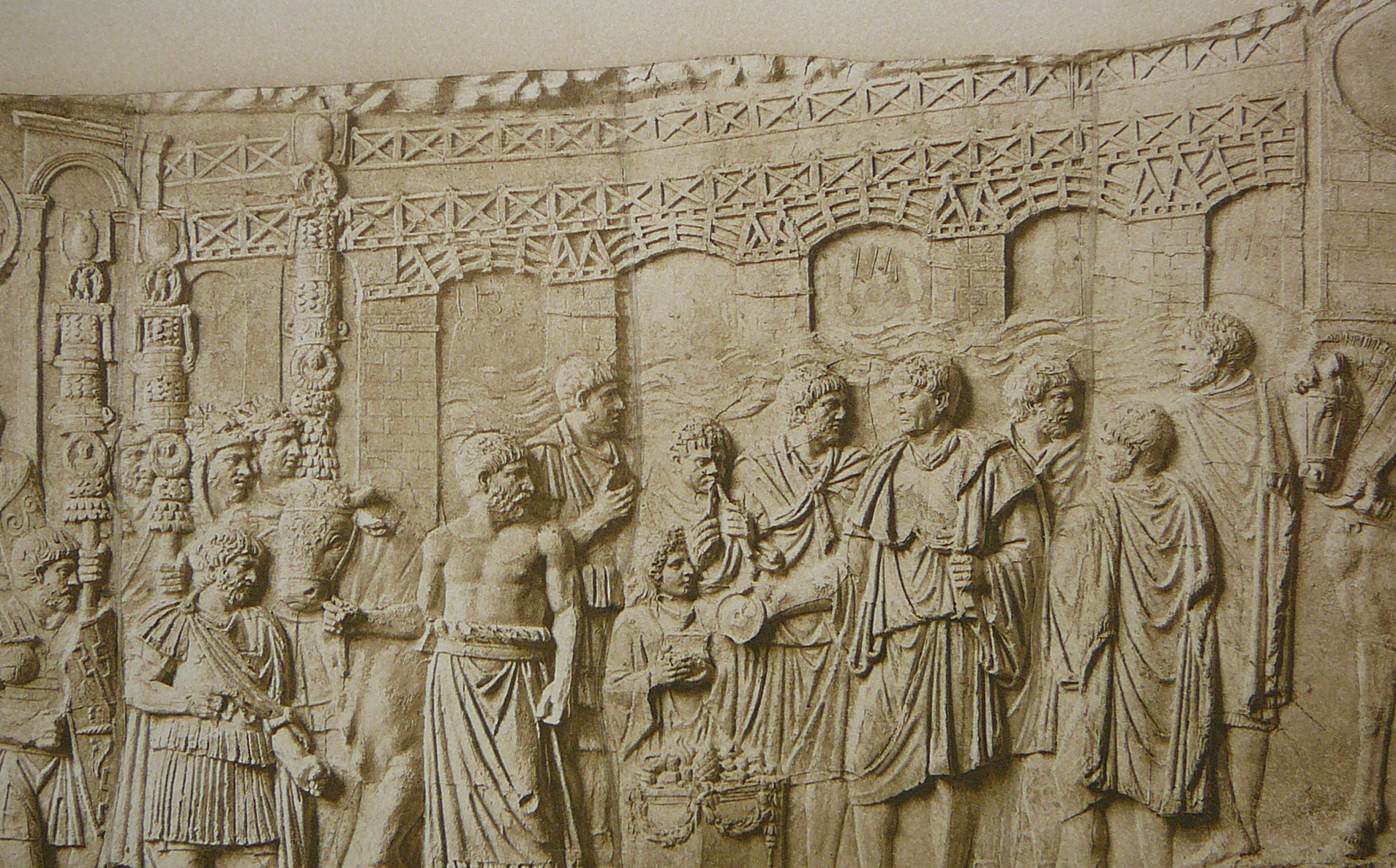
아폴로도로스의 다뉴브 다리에 관한 기념물. 아폴로도로스는 제물을 바치는 황제 뒤쪽 바로 앞에 서 있다.

## 양식
다마스쿠스의 이탈리아 문화관 관장 피오렐라 페스타 파리나 (Fiorella Festa Farina)는 문화적 뿌리와 시리아의 건축적 전통에서 비롯한 아폴로도로스의 기술적 역량에 대하여, 그의 "그리스적 사고방식을 통해 여과된 나바테아인 문화"에 그가 통달했던 덕이라고 묘사하였다. 그는 실용적이고 튼튼한 설계로 유명했다. 돔이 로마 건축에서 표준적 요소가 된 것은 그의 영향 때문일 것이다.

## 죽음
카시우스 디오는 아폴로도로스가 건축물에 하드리아누스가 개입한 것을 퇴짜놓고 비웃음으로써 하드리아누스를 분노케 했고, 이는 그의 처벌과 죽음으로 이어지게 되었다고 기록했다 (그럼에도 디오의 주장에 대한 진실성에 대해선 논란이 일어나고 있다).

## 같이 보기
- 트라야누스 시장
- 트라야누스 원주
- 트라야누스 신전
- 트라야누스 다리
- 트라야누스 포룸
- 판테온

## 참고 문헌
- 본 문서에는 현재 퍼블릭 도메인에 속한 브리태니커 백과사전 제11판의 내용을 기초로 작성된 내용이 포함되어 있습니다.
- James Grout: 'Apollodorus of Damascus,' part of the Encyclopædia Romana
- 카시우스 디오 '로마사' 69.3,4